# Mjölby HC
Mjölby Hockey är en ishockeyklubb från Mjölby, Östergötlands län. Klubben bildades under namnet Södra HC 1991 genom att Mjölby Södra IF:s ishockeysektion (från 1948) brutit sig ur och bildat eget. År 2001 bytte man namn till Mjölby HC. Man bedriver verksamhet med ett A-lag i division 2, två juniorlag och cirka 240 spelare i ungdomslag och hockeyskola.
A-laget tog sig upp i division ett till säsongen 2008/2009 och klubben spelade där tills man flyttades ner efter säsongen 2014/2015. Säsongerna 2015/2016 och 2016/2017 och har man kvalat till Hockeyettan utan att lyckas ta sig upp. I kvalet 2017 var man mycket nära men en domartabbe i matchen mot Värnamo GIK bidrog till att man missade chansen. Man fick ytterligare en chans strax före spelstart 2017/2018 när Haninge Anchors förlorade sin plats, men klubben tackade nej då både truppen och ekonomin planerats för Hockeytvåan.

## Säsonger i Division 1
| Säsong                                   | Division           | Placering | Vårserie                  | Kval/Playoff                                  |
| ---------------------------------------- | ------------------ | --------- | ------------------------- | --------------------------------------------- |
| 1999/2000                                | Division 1 Södra A | 6         | 5:a i vårserien           | 2:a i kvalserien                              |
| 2000/2001                                | Division 1 Södra A | 8         | 1:a i vårserien           | 4:a i förkval                                 |
| 2001/2002                                | Division 1 Södra A | 8         | 3:a vårserien             | 4:a i återkval till Division 1, nerflyttade   |
| 2002–2008 spelade man i lägre divisioner |                    |           |                           |                                               |
| 2008/2009                                | Division 1E        | 5         | 1:a i vårserien           | Utslagna av Karlskrona i playoff              |
| 2009/2010                                | Division 1E        | 10        | 6:a i vårserien           | 1:a i kvalserien till Division 1              |
| 2010/2011                                | Division 1E        | 6         | 4:a i fortsättningsserien |                                               |
| 2011/2012                                | Division 1E        | 8         | 2:a i fortsättningsserien |                                               |
| 2012/2013                                | Division 1E        | 10        | 4:a i fortsättningsserien |                                               |
| 2013/2014                                | Division 1E        | 9         | 5:a i fortsättningsserien | 4:a i kvalserien till Division 1, nerflyttade |
| 2014-2023 spelade man i Hockeytvåan.     |                    |           |                           |                                               |
| 2023/2024                                | Hockeyettan Västra |           |                           |                                               |